# Oscilloscoop

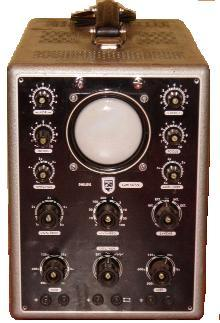
Philips GM5659, een oscilloscoop uit 1953

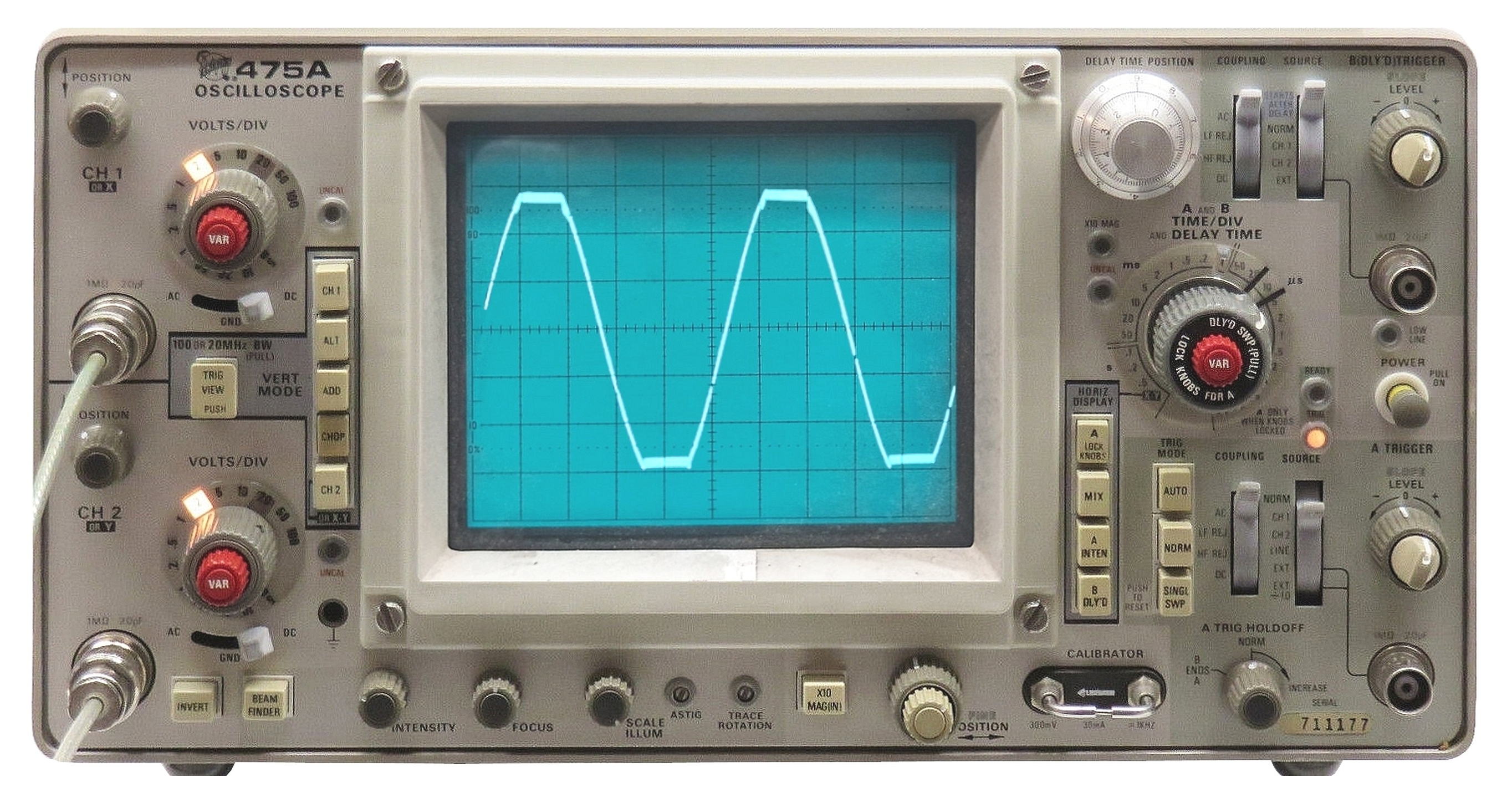
Tektronix 475A, een analoge oscilloscoop

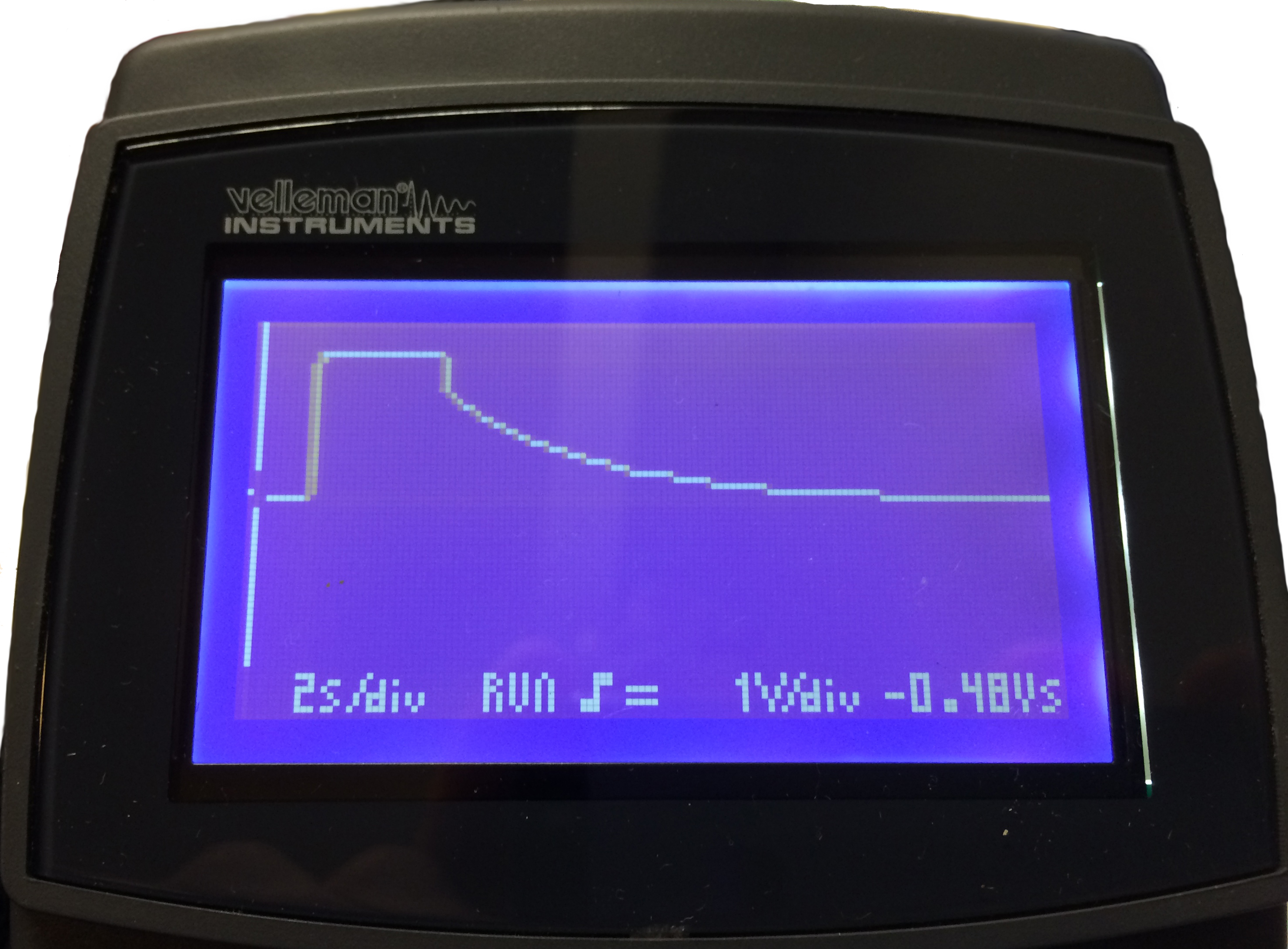
Digitale oscilloscoop van Velleman

Een oscilloscoop (kortweg scoop, vroeger ook wel kathodestraaloscillograaf) is een meetinstrument uit de elektrotechniek dat cyclische variaties in een elektrische grootheid goed zichtbaar kan maken.
De oscilloscoop is een van de meest universele elektronische meetapparaten.

## Geschiedenis
De buis van Braun was al bekend in 1897, en in 1899 voegde Jonathan Zenneck platen toe om een straal te bekomen en een magnetisch veld om de straal te sturen. Kathodestraalbuizen werden al experimenteel gebruikt voor laboratoriumexperimenten in de jaren 1920, maar hadden last van het instabiele vacuüm en van de kathode-emitters. V. K. Zworykin beschreef een permanent luchtdichte kathodestraalbuis met hoog vacuüm en een thermionische emitter in 1931. Deze stabiele component liet General Radio toe een oscilloscoop te maken die bruikbaar was buiten het laboratorium.
Na de Tweede Wereldoorlog kreeg Heathkit Corporation een tweede leven en door de grote voorraad aan elektronische componenten kwam een kit van $50 beschikbaar, deze was een groot succes.

## Analoge oscilloscoop

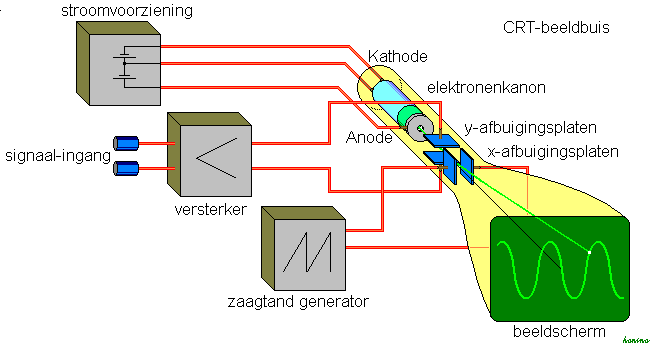
Schema van de werking van een oscilloscoop

De gebruikelijke uitvoering maakt gebruik van een kathodestraalbuis met luminescerend scherm. Het beeld wordt opgewekt door een elektronenstraalbundel die horizontaal en verticaal afgebogen kan worden. Bij normaal bedrijf wordt op de horizontale afbuiging een in de scoop opgewekt zaagtandvormig signaal met goed gedefinieerde frequentie gezet; de 'tijdbasis'. Op deze wijze kan het verloop van een te meten spanning in de tijd weergegeven worden en de frequentie en amplitude van wisselspanningen gemeten worden.
De oscilloscoop kan ook in de XY-mode gezet worden, waarbij het ene kanaal de horizontale afbuiging is, en het andere kanaal de verticale afbuiging. Als bijvoorbeeld een linker en rechter kanaal van een audiosignaal worden toegevoerd, dan kan de harmonische vervorming en faseverschuiving snel zichtbaar gemaakt worden. Als twee elektrische spanningen worden toegevoerd die een veelvoud van dezelfde grondfrequentie zijn, dan wordt het verband ertussen weergegeven in een lissajousfiguur.
Soms is er ook een Z-ingang, die de helderheid regelt.

## Digitale oscilloscoop
Door veel producenten van oscilloscopen worden geen analoge oscilloscopen meer ontwikkeld. Bij digitale oscilloscopen kan met een kleuren liquid-crystal display (lcd) gewerkt worden. Ook kunnen eenmalige signalen opgenomen worden, wat eerst alleen met de transient recorder of de analoge geheugenoscilloscoop mogelijk was.
Er zijn verschillende uitvoeringen:
- De digitale oscilloscoop in zijn klassieke vorm. Deze wordt vooral in laboratoria gebruikt. Vaak is het mogelijk om een verbinding met een computer te maken voor de besturing, en het verwerken van de metingen op de computer.
- Bij duurdere multimeters kan de golfvorm in kleur op het lcd zichtbaar gemaakt worden. Daarmee is een draagbare oscilloscoop ontstaan die steeds meer mogelijkheden zal krijgen.
- Draagbare oscilloscoop. Dit is een apparaat met een lcd wat meer op een digitale multimeter lijkt dan een oscilloscoop, maar een duidelijke grens is niet altijd te trekken.
- Sommige digitale oscilloscopen bestaan uit een kastje dat met de computer verbonden moet worden. Deze apparaten hebben geen beeldscherm en geen knoppen, maar worden volledig via een Universal Serial Bus (usb)-verbinding door een computer bediend.
- Veelal kunnen meerdere signalen tegelijkertijd afgebeeld worden (boven elkaar, verschoven in y-richting). Zo kunnen bijvoorbeeld in- en uitgangssignalen makkelijk met elkaar vergeleken worden.

## Benaming
Een oscillograaf is een toestel dat trillingen optekent, bijvoorbeeld op papier. Een kathodestraaloscillograaf tekent ook trillingen op, maar met een kathodestraal op een beeldbuis.
De benaming kathodestraaloscillograaf geldt tegenwoordig als verouderd: men spreekt van oscilloscoop. Dat is niet alleen korter, maar bovendien benadrukt het dat het beeld wel bekeken kan worden (“scoop”), maar niet permanent bewaard blijft (“graaf”). Maar zoals gezegd, er bestaan tegenwoordig digitale oscilloscopen met een geheugenfunctie, die een gemeten signaal ook kunnen opslaan.